# Conus richardbinghami
Espèce
Statut de conservation UICN

 VU B2ab(v) : Vulnérable
Conus richardbinghami est une espèce de mollusques gastéropodes marins de la famille des Conidae.
Comme toutes les espèces du genre Conus, ces escargots sont prédateurs et venimeux. Ils sont capables de « piquer » les humains et doivent donc être manipulés avec précaution, voire pas du tout.

## Description
La longueur maximale enregistrée de la coquille est de 35 mm. 

## Distribution
Cette espèce marine est présente au large des Bahamas.

### Niveau de risque d’extinction de l’espèce
Selon l'analyse de l'UICN réalisée en 2011 pour la définition du niveau de risque d'extinction, cette espèce est endémique à la chaîne d'îles de Bimini dans l'ouest des Bahamas dans une bande étroite de South Bimini à Victory Cay. Elle a un AOO de 120 km2 et il y a une menace de sur-collecte par les collectionneurs de coquillages et les touristes car c'est une espèce d'eau peu profonde et a une coquille très attrayante. Elle remplit les critères B2 avec un seul emplacement et un déclin continu du nombre d'individus matures, comme le montre la rareté croissante sur le marché. Cette espèce est classée comme Vulnérable.

## Taxonomie

### Publication originale
L'espèce Conus richardbinghami a été décrite pour la première fois en 1993 par le malacologiste américain Edward James Petuch (d) dans « La Conchiglia »,.

### Synonymes
- Conus (Dauciconus) richardbinghami Petuch, 1993 · appellation alternative
- Purpuriconus richardbinghami (Petuch, 1993) · non accepté